# حوض مغلق

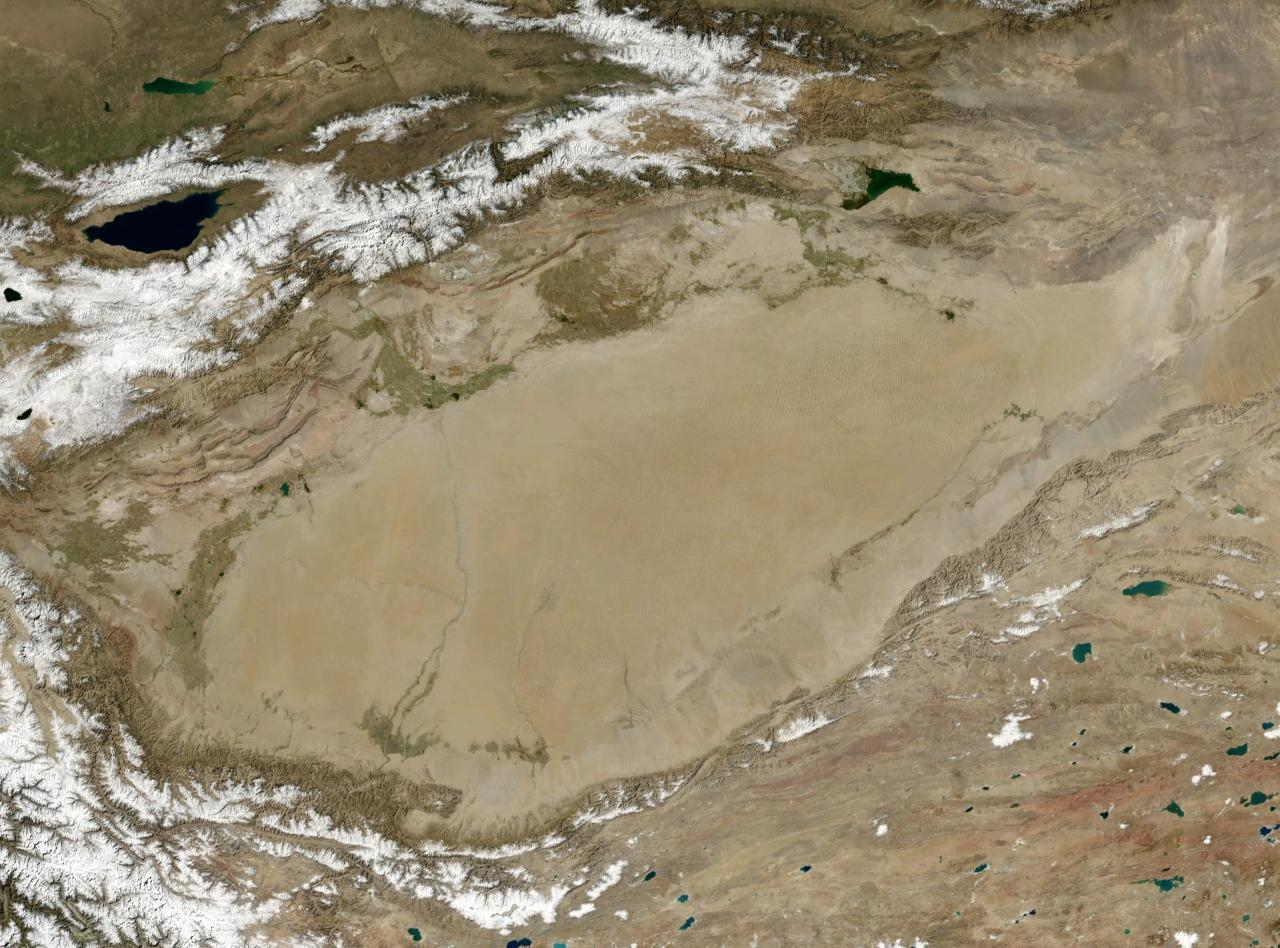
NASA photo of the endorheic حوض تاريم

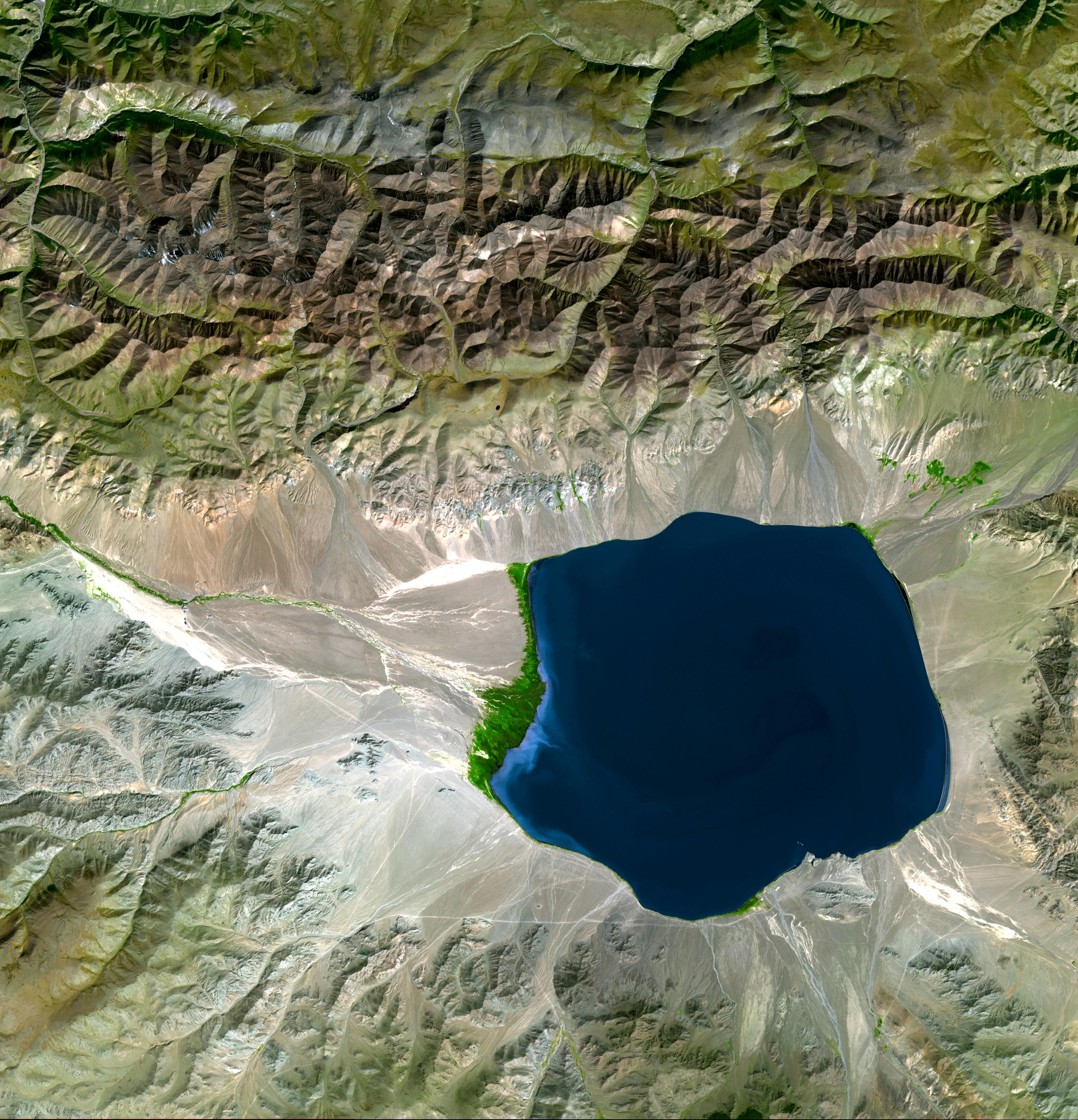
Endorheic basin showing waterflow input into Üüreg Lake

حوض مغلق (بالإنجليزية: Endorheic basin)‏ (من اليونانية القديمة: ἔνδον) هو مسطح مائي أو الحوض المغلقة التي تحتفظ المياه ويسمح أي تدفق للهيئات خارجية أخرى من المياه، مثل الأنهار أو المحيطات ولكن يتقاطع بدلا في البحيرات أو المستنقعات، دائمة أو موسمية، أن تتوازن من خلال التبخر. مثل هذا الحوض قد يتم الإشارة أيضا إلى أنه حوض مغلق أو محطة أو كنظام الصرف الداخلي.
تتراكم المياة عادة في حوض الصرف الصحي في نهاية المطاف من خلال الأنهار أو الجداول على سطح الأرض أو تحت الأرض عن طريق الانتشار من خلال الصخور قابلة للاختراق، وإنهاء نهاية المطاف في المحيطات. ومع ذلك، في حوض المغلقة والمطر (أو هطول الأمطار الأخرى) التي تقع داخلها لا يتدفق خارج ولكن قد يترك سوى نظام الصرف الصحي عن طريق التبخر والتسرب. وعادة ما المحتلة الجزء السفلي من هذا الحوض من بحيرة الملح أو مقلاة الملح.
المناطق المغلقة، على النقيض من المناطق المفتوحة exorheic التي تتدفق إلى المحيط في أنماط محددة من الناحية الجيولوجية، هي النظم الهيدرولوجية مغلقة. المياه السطحية من نزيف مواقع المحطات الداخلية حيث يتبخر الماء أو تتسرب إلى باطن الأرض، وكان لا يحصلون على الوفاء في البحر،
وتشمل المسطحات المائية المغلقة بعض من أكبر البحيرات في العالم، مثل بحر آرال وبحر قزوين، وقطع أكبر هيئة المالحة في العالم من المياه قبالة من المحيط.

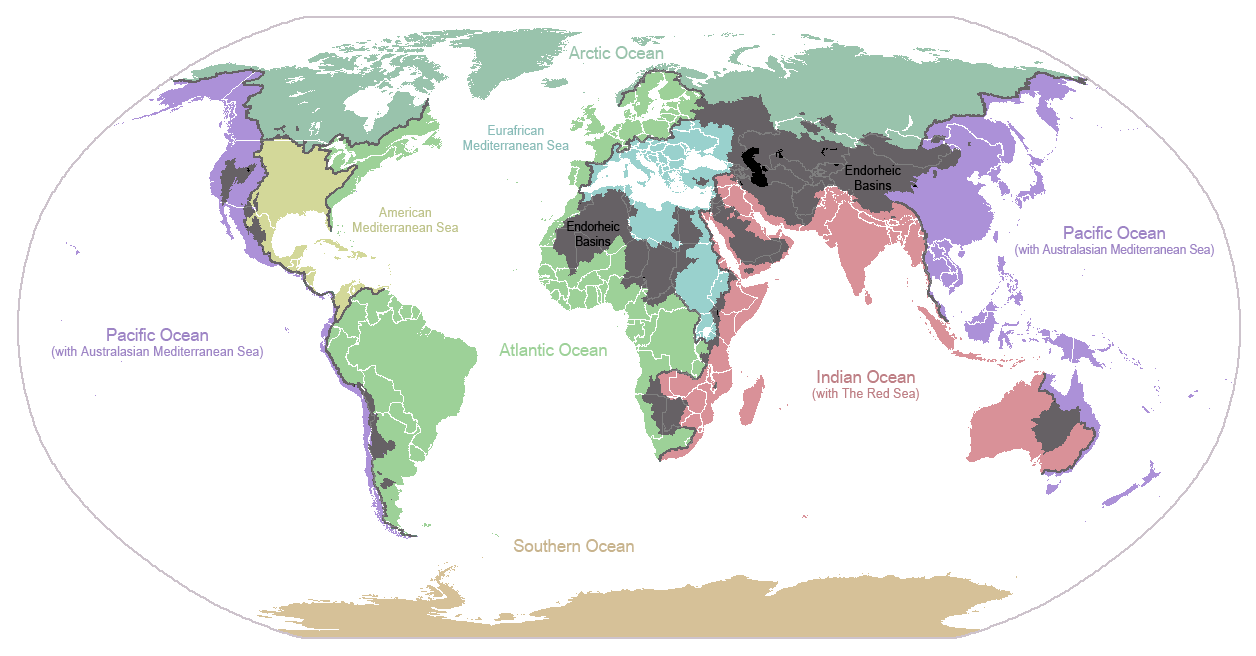
Major endorheic basins of the world. Basins are shown in dark gray; major endorheic lakes are shown in black. Colored regions represent the major drainage patterns of the continents to the oceans (non-endorheic). Continental divides are indicated by dark lines.